# Abramis Brama
Abramis Brama es una banda de stoner rock proveniente de Estocolmo, Suecia. Se formó en 1997 cuando Dennis Berg y Fredrik Jansson se reunieron para formar una banda. Grabaron su primer demo en 1998, y su primer larga duración el año siguiente. A partir de allí han grabado siete discos más, entre álbumes de estudio y en directo.

## Músicos

### Actuales
- Peo Andersson - guitarra
- Ulf Torkelsson - voz
- Fredrik "Trisse" Liefendahl - batería
- Mats Rydström - bajo

### Anteriores
- Dennis Berg (bajo) 1997 - 2012.
- Robert "Rabbi Rob" Johansson (guitarra) 2005 - 2011.
- Fredrik Jansson (batería) 1997 - 2005.
- Christian "Chrille" Andersen (voz) 1997 - 1999.

## Discografía

### Álbumes
| Detalles                                                | Posición en listas |
| Detalles                                                | SUE                |
| ------------------------------------------------------- | ------------------ |
| Dansa tokjävelns vals - 1999 - Record Heaven (CD)       |                    |
| När tystnaden lagt sig - 2001 - Record Heaven (CD)      |                    |
| Nothing Changes - 2003 - Record Heaven/Sweden Rock (CD) |                    |
| Rubicon - 2005 - Sweden Rock/Nasoni Records (CD / 2 LP) |                    |
| Live! - 2007 - Transubstans Records (CD)                |                    |
| Smakar söndag - 2009 - Transubstans Records (CD)        | 33                 |
| Rubicon (relanzamiento) - 2010 - BOR Records            | 30                 |
| Enkel biljett - 2014 - Transubstans Records (CD)        | 54                 |